# Agathe Rousselle
Pour les articles homonymes, voir Rousselle.
Agathe Rousselle, née le 14 juin 1988, est une actrice, mannequin et photographe française.
Elle est la cofondatrice de la revue féministe Peach et de l'entreprise de broderie sur mesure Cheeky Boom. Elle est surtout connue du grand public pour son interprétation du personnage d'Alexia dans le film Titane de Julia Ducournau, qui a remporté la Palme d'or du Festival de Cannes 2021.

## Biographie

### Journalisme culturel
Agathe Rousselle commence sa carrière comme journaliste et rédactrice en chef. Elle participe en 2016 à la création de General Pop, un magazine web culturel consacré aux cultures émergentes. La même année, elle cofonde la revue féministe Peach avec Tifenn-Tiana Fournereau,. Cette revue, entièrement réalisée par des femmes, a pour objectif de mettre en avant des artistes femmes et des créatrices, en réaction au constat de l'absence en France de collectifs artistiques exclusivement féminins. La revue est lancée le 22 septembre à Paris, lors d'une soirée au bar TDTF.

Agathe Rousselle explique son choix d'une revue exclusivement féminine ainsi :
« Tifenn et moi, on s'est rendu compte qu'entre filles on travaillait vraiment bien. Quand il y a un mec dans une rédaction de filles, très souvent, au final, c'est lui qui prend les décisions. »
La revue souhaite se démarquer de la presse féminine traditionnelle tout en visant un public aussi bien féminin que masculin. Elle prône également l'inclusivité, en acceptant pour sa réalisation des personnes trans et non binaires souvent marginalisées dans le monde professionnel.

### Mode et entrepreneuriat
Passionnée de broderie qu'elle pratique comme hobby, Agathe Rousselle crée en 2012 la société Cheeky Boom avec son compagnon d'alors, Jean André de Trémontels, un graphiste freelance. Cheeky Boom propose des T-shirts et culottes uniques car agrémentés de broderies réalisées sur commande,,,.
En 2015, Agathe Rousselle devient capitaine d'une équipe de course à pied et de running nommée Boost Pigalle. Elle est également photographe et mannequin.

### Carrière cinématographique

#### Débuts
Agathe Rousselle débute par des rôles mineurs et des apparitions courtes dans des longs métrages. En 2015, elle joue le premier rôle dans 5 vagues de l'avenir, un court métrage de Laurent Perreau.

#### Révélation au grand public
Elle occupe le rôle principal d'Alexia dans le film Titane de Julia Ducournau, film qui reçoit une standing ovation après sa première présentation au Palais des festivals de Cannes,. Le film est primé avec une Palme d'or au Festival de Cannes 2021,,,. Ce succès critique et médiatique la révèle au grand public. L'équipe du film reçoit une standing ovation au 57th annual York Film Festival et est remarqué pour son traitement de la violence des femmes et son traitement quasi queer de l'histoire,.

#### Rôle dansTitane
Agathe Rousselle interprète dans Titane le rôle d’Alexia, danseuse trentenaire, souffrant d'un syndrome post-traumatique (Alexia a en effet subi un grave accident de voiture dans son enfance et vit depuis lors avec une plaque de titane greffée à son crâne), prise de pulsions meurtrières. Elle donne la réplique à Vincent Lindon, incarnant le personnage de Vincent. Le personnage joué par Agathe Rousselle se présente comme extrêmement violent, subvertissant les codes de genres en changeant d'apparence et de nom.
Elle éprouve depuis son accident d'enfance une attirance sexuelle inhabituelle et un désir immodéré pour les voitures et le métal. Alexia ne ressent d'ordinaire pas les émotions courantes, mais sa rencontre avec Vincent provoque en elle des changements,. Pourchassée et poursuivie par la police, elle change d'identité pour jouer le rôle du fils disparu de Vincent, qui le retrouve dans le personnage d'Agathe Rousselle.
Le rôle d'Alexia qu'Agathe Rousselle interprète a parfois été critiqué comme tombant dans le travers de la fétichisation du corps des personnes transgenres. L'iconographie de la transition des hommes trans est ainsi régulièrement convoquée au cours du film (comme, par exemple, les pratiques de bandage de la poitrine par l'usage d'un binder). L'identification de genre du personnage d'Agathe Rousselle est de fait variable au cours du film : présentée dans un premier temps comme une femme, elle n'en utilise pas moins le personnage d'Adrien en transformant son apparence, pour échapper à la police. Le film présente également des ressemblances de traitement avec le texte I Sexually Identify as an Attack Helicopter.

## Filmographie

### Cinéma

#### Longs métrages
- 2021 : Titane de Julia Ducournau : Alexia[11]
- 2023 : Cash de Jérémie Rozan : Virginie
- 2024 : How to Make Gravy (en) de Nick Waterman : Rita
- 2025 : Cassandre de Hélène Merlin : Cassandre (Voix Off)
- 2025 : A Second Life de Laurent Slama : Elisabeth

### Courts métrages
- 2012 : La Voix de Kate Moss de Tatiana-Margaux Bonhomme :
- 2015 : 5 vagues de l'avenir de Laurent Perreau[8] : elle-même
- 2017 : Looking For The Self de Thibault Della Gaspera[23]
- 2021 : Loving de Thibaut Buccellato[8]
- 2023 : Stranger de Jehnny Beth et Iris Chassaigne : A

## Distinctions

### Récompenses
- Lumières 2022 : Révélation féminine pour Titane
- Festival de Palm Springs 2022 : Prix Fipresci de la meilleure actrice pour Titane

### Nominations
- European Film Awards 2021 : Meilleure actrice pour Titane
- César 2022 : Meilleur espoir féminin pour Titane